# Diplazium splendens
Diplazium splendens är en majbräkenväxtart som beskrevs av Ren-Chang Ching.
Diplazium splendens ingår i släktet Diplazium och familjen Athyriaceae. Inga underarter finns listade i Catalogue of Life.